# Синагога «Хабад II»
Синагога «Хабад II» — юдейська синагога в Херсоні. Не збереглася.

## Історія
Знаходилася у м. Херсон у дворі на вул. Воронцовській, ріг Театральної (буд. № 27).
Рік побудови невідомий. Вхід до неї був з вул. Воронцовської. Відвідуваність на початку XX століття — 300 чоловік. «Друга кімната» призначалася для «ревнителів віри» і «світський люд» до неї не допускався. «Другі кімнати» існували лише у громадах хасидів Хабаду. У хасидів могла бути і «Третя кімната», і «Четверта» (єдиний випадок — в Ізраїлі).
Була зруйнована. До 2003 року залишалася стіна від неї.